# Der Fall Collini
Der Fall Collini ist ein 2011 im Btb-Verlag erschienener Roman von Ferdinand von Schirach. Das fiktionale Werk erzählt die juristische Aufarbeitung des Mordes an dem deutschen Industriellen Jean-Baptiste Meyer durch den italienischen Rentner und ehemaligen Gastarbeiter Fabrizio Collini. Der durch das Werk beleuchtete historische Hintergrund ist die als Verjährungsskandal bekannt gewordene Verhinderung der Strafverfolgung schwerer NS-Verbrechen durch die Justiz der Bundesrepublik Deutschland aufgrund eines Gesetzes von 1968.

## Handlung
Im Berliner Luxushotel Adlon wird der 85-jährige Inhaber der Meyer-Werke, Jean-Baptiste „Hans“ Meyer, auf brutale Art und dem Anschein nach motivlos ermordet. Unmittelbar nach der Tat stellt sich Fabrizio Collini der Polizei in Erwartung einer Verurteilung. Der junge Anwalt Caspar Leinen wird als Pflichtverteidiger Collinis bestellt und beginnt seinen ersten größeren Fall.
Erst als Leinen von der Enkelin des Opfers angerufen wird, mit der er Kindheit und Jugend verbracht hat, wird ihm bewusst, dass der Ermordete ein väterlicher Freund aus seiner Jugend war. Die Enkelin, Johanna Meyer, bittet ihn, sein Mandat als Verteidiger niederzulegen, was er zunächst tun möchte, nach Rat des älteren, berühmten Strafverteidigers Mattinger und eines Bäckers jedoch unterlässt.
Meyer beginnt mit Leinen eine Liebesbeziehung. Mattinger wird von ihr beauftragt, sie als Nebenklägerin in dem Strafverfahren zu vertreten.
Nachdem Collini im Prozess schweigt und alles auf eine Verurteilung wegen Mordes hinausläuft, erkrankt eine Schöffin; der Prozess wird zehn Tage unterbrochen. Am Abend geht Leinen erneut die Akten durch, weil er spürt, etwas übersehen zu haben. Als er seinen Vater anruft, um ihm zum Geburtstag zu gratulieren, berichtet dieser, ein Jäger und Waldbesitzer, über ein Gewehr. Nach dem Telefonat fällt Leinen ein, dass er eine Walther P38, wie Collini sie bei der Tat benutzt hat, auch einmal bei seinem Vater gesehen hat. Ein zweiter Anruf beim Vater bringt die Erleuchtung und die Wende im Fall Collini. Leinen nutzt die Prozessunterbrechung und fährt am nächsten Tag zur Nebenstelle des Bundesarchivs in Ludwigsburg, die Zentrale Stelle der Landesjustizverwaltungen zur Aufklärung nationalsozialistischer Verbrechen. Dort hält er sich fünf Tage auf und kopiert eine Vielzahl von Unterlagen. Was er gefunden hat, erfährt der Leser zunächst nicht.
Zurück in Berlin besucht Leinen die Feier zum 65. Geburtstag von Mattinger. Der Justiziar der Meyer-Werke, Baumann, verwickelt Leinen am Ufer des Wannsees in ein Gespräch und erklärt ihm, er wisse von Leinens Nachforschungen in Ludwigsburg. Für den Fall, dass Leinen das Mandat für Collini niederlege, werde Leinen lukrative Mandate erhalten. Leinen lehnt ab und verlässt die Feier.
In den folgenden Prozesstagen legt Leinen anhand der in Ludwigsburg gefundenen Akten dar, dass der junge Hans Meyer im faschistischen Italien als SS-Sturmbannführer eine Erschießung von Partisanen geleitet hatte, bei der Collinis Vater erschossen worden war. Das Motiv Collinis, diese Tat zu rächen, scheint nun klar. In der Folge wird auf Mattingers Antrag die Leiterin des Bundesarchivs Ludwigsburg vernommen. Sie sagt aus, dass Collini Meyer bereits 1968 angezeigt habe, das Verfahren aber nach einem Jahr eingestellt worden sei. Mit dem Hinweis Mattingers, dass die Erschießung nach damaligem Kriegsvölkerrecht legal gewesen sei, wird die laufende Verhandlung erneut unterbrochen. Leinen verweist darauf, dass das Verfahren gegen Meyer wegen Eintritts der Verfolgungsverjährung eingestellt worden war, da es sich tatbestandlich nicht um Mord – bei dem die Verjährung ausgeschlossen gewesen wäre – gehandelt habe.  
Am folgenden Tag wird Collini tot in seiner Zelle aufgefunden; er hatte Suizid begangen. Das Verfahren gegen ihn wird eingestellt.
Collini hinterlässt einen Brief an Leinen mit einem vergilbten Foto seiner fünf Jahre älteren Schwester. Collini hatte nach der Verhaftung des Vaters auch mit ansehen müssen, wie ein deutscher Soldat seine Schwester vergewaltigt und dann erschossen hatte. Danach war der Hof von Collinis Vater zusammen mit der Leiche der Schwester in Brand gesteckt worden. Auf einem Zettel bittet Collini Leinen um Entschuldigung.

## Hintergrund
Der Roman behandelt den Verjährungsskandal um die nationalsozialistischen Verbrechen, die infolge Art. 1 Nr. 6 des Einführungsgesetzes zum Gesetz über Ordnungswidrigkeiten (EGOWiG) vom 24. Mai 1968 nach 15 Jahren verjährt waren; diese Frist war am 8. Mai 1960 abgelaufen.
Was die Wende im Fall Collini bringt, wird im Roman nur angedeutet: Collini hatte behauptet, die Tatwaffe, eine Walther P38, auf einem Flohmarkt in Italien gekauft zu haben. Dieses Modell war aber zugleich die Standardpistole der deutschen Wehrmacht.

## Verfilmung und Kritik am Film
Unter der Regie von Marco Kreuzpaintner entstand Der Fall Collini als gleichnamige Literaturverfilmung. In den Hauptrollen sind Elyas M’Barek als Caspar Leinen, Heiner Lauterbach als Rechtsanwalt Mattinger, Alexandra Maria Lara als Johanna Meyer, Franco Nero als titelgebender Fabrizio Collini und Manfred Zapatka als Mordopfer Hans Meyer zu sehen. Der Film kam am 18. April 2019 in die deutschen Kinos.
Die Strafrechtsprofessorin Ingeborg Puppe äußerte öffentlich juristische Kritik an der Verfilmung des Werks und wies dabei auf zahlreiche fachliche Mängel im Film hin. So enthielt der Film Inhalte, die den Grundprinzipien der deutschen Strafrechts- und Verfassungsordnung widersprechen – etwa die Anwendung eines Gesetzes, das gegen die Gewaltenteilung verstößt, oder die Ermittlung des Sachverhalts durch den Verteidiger.